# Nick Barmby
Nicholas Jonathan Barmby (Kingston upon Hull, Inglaterra, 11 de febrero de 1974) es un exfutbolista inglés. Jugaba de centrocampista y se retiró en 2011. 

## Selección nacional
Ha sido internacional con la selección de fútbol de Inglaterra,ha jugado 23 partidos internacionales y ha anotado 4 goles.

### Participaciones en Eurocopa
| Mundial       | Sede              | Resultado    |
| ------------- | ----------------- | ------------ |
| Eurocopa 1996 | Inglaterra        | Semifinal    |
| Eurocopa 2000 | Holanda y Bélgica | Primera fase |

## Clubes
| Club               | País       | Año       |
| ------------------ | ---------- | --------- |
| Tottenham Hotspurs | Inglaterra | 1991-1995 |
| Middlesbrough FC   | Inglaterra | 1995-1996 |
| Everton FC         | Inglaterra | 1996-2000 |
| Liverpool FC       | Inglaterra | 2000-2002 |
| Leeds United       | Inglaterra | 2002-2004 |
| Nottingham Forest  | Inglaterra | 2004      |
| Hull City          | Inglaterra | 2004-2011 |

## Clubes (como DT)
| Club      | País       | Año     |
| --------- | ---------- | ------- |
| Hull City | Inglaterra | 2011- ? |

## Palmarés

### Campeonatos nacionales
| Título                        | Club         | País       | Año  |
| ----------------------------- | ------------ | ---------- | ---- |
| Community Shield              | Liverpool FC | Inglaterra | 2001 |
| Copa de la Liga de Inglaterra | Liverpool FC | Inglaterra | 2001 |
| Copa FA                       | Liverpool FC | Inglaterra | 2001 |

### Copas internacionales
| Título    | Club         | País       | Año  |
| --------- | ------------ | ---------- | ---- |
| Copa UEFA | Liverpool FC | Inglaterra | 2001 |

## Vida personal
Su hijo Jack Barmby también es futbolista profesional.